# Antoni Kucharczyk
Antoni Kucharczyk (ur. 2 sierpnia 1874 w przysiółku Bugaj wsi Bęczyn w powiecie wadowickim, zm. 11 maja 1944 w Paszkówce) – poeta ludowy, samouk, podpisujący się różnymi pseudonimami: Antek z Bugaja, Bartek Mądrala, Jantek Bugański, Jantek z Bugaja parobek wiejski, Maciek Bzdura.
Przez większość życia mieszkał z liczną rodziną we wsi Paszkówka, gdzie prowadził gospodarstwo rolne i pisał. Największe sukcesy literackie odniósł w początkowym piętnastoleciu XX w., do wybuchu Wielkiej Wojny. W swoich utworach odnosił się do przyrody, pracy na roli, stosunków społecznych, kultury narodowej i ludowej, ojczyzny i wartości religijnych. W wierszach wyrażał też pragnienia niepodległościowe. Stosował różne style wyrażania – od humoresek, poprzez gwarę, prozę, gatunki sceniczne, aż do poezji lirycznej. Publikował w książkach i czasopismach zarówno w kraju, jak i w Stanach Zjednoczonych. Jego dzieła cieszyły się popularnością wśród mieszkańców wsi, ale także w kręgach pisarzy, z którymi się przyjaźnił.
W 1933 r. został wybrany na przewodniczącego Związku Literatów Ludowych. Redagował organ tego stowarzyszenia i inne pisma literackie. Był przeciwnikiem sanacji, socjalizmu i zwolennikiem idei agrarnej. Swój sprzeciw okupił dyskryminacją w czasach II Rzeczypospolitej.

## Życie i działalność literacka

### Dzieciństwo i młodość
Antoni Kucharczyk pochodził z rodziny chłopskiej. Urodził się w przysiółku Bugaj w Bęczynie, w powiecie wadowickim. Jego ojciec, Marcin Kucharczyk, przejawiał zainteresowanie kulturą: zbierał i spisywał pieśni i podania ludowe, prowadził pielgrzymki. Zmarł wcześnie, w 1876 r. Jego matka, Maria z Mlostów, samotnie wychowywała piątkę dzieci, gdyż nie zdecydowała się na powtórne małżeństwo. Po latach poeta napisał o niej wiersz.
Antoni ukończył jednoklasową szkołę ludową w Pobiedrzu (już wtedy stanowiącym część Paszkówki). Później przez trzy lata uczył się w przykościelnej szkółce niedzielnej. Resztę wiedzy zdobywał samodzielnie. W młodości układał wierszyki na użytek kolegów i znajomych jak również wierszowane listy do dziewcząt. Jego rówieśnik, Franciszek Kuś, stwierdził:
Nauczyciele, widząc u Jantusia wielkie zdolności i chęć czytania, pożyczali mu chętnie książki z biblioteki szkolnej, a nawet ze swej prywatnej.
Usługiwał ponadto niepiśmiennym w pisaniu listów, testamentów i chłopskich podań i skarg do władz i urzędów.
Równolegle z pisaniem rozwijał się jego talent muzyczny. W wieku 15 lat grywał już na prawdziwych skrzypcach lub na flecie na weselach i zabawach wiejskich. Melodie do piosenek i przyśpiewek komponował sam, ucząc się przy tym czytać i pisać nuty.
Tak mówił o początkach swojej twórczości:
Od szkoły ludowej, od pastucha grała mi w sercu nasza ludowa nuta pieśni, śpiewki i muzyki, a także owa żywiołowa, naturalna symfonia przyrody. W porze jesiennej rzępoliłem przy pasieniu krów na pierwszych moich prawdziwych skrzypkach i śpiewałem, aby przewziąć wszystkich moich pasterzów i pasterki wsiowe. Później prawie o własnych siłach zdobyłem tajemnicę czytania nut i technikę gry na skrzypcach, flecie. Grałem po weselach, dożynkach, tłokach i zabawach. Kiedy będąc młodszy, na rodzinnym przysiółku Bugaju zacząłem wieczorami letnimi „po rosie” sypać perłami tonów z mojego fletu, na mikę słychać było w okolicy melodie ludowe tego mojego grania. Z tych czasów jest u nas, u ludzi powiedzenie: „Na Bugaju pięknie grają, same nóżki podrygają”.
Razem z rówieśnikami udawał się na roboty sezonowe do Prus, do morawskiej Ostrawy, gdzie zatrudniał się w hutach, oraz do Budapesztu, gdzie pracował w cegielni lub w winnicach. Przypadkowo zetknął się z manifestacją uliczną, podczas której tłum przycisnął go do żelaznej bramy cegielni. Zza bramy czyjaś ręka przyłożyła mu do skroni zimną lufę rewolweru. Uświadomił wtedy sobie, że to mogą być ostatnie chwile życia. Brama jednak runęła nagle do wewnątrz pod naporem tłumu i kula z rewolweru uśmierciła inną osobę. Upadł na ziemię i mało brakowało, a tłum robotników stratowałby go na śmierć.
Zgodnie z obowiązującym w Galicji ustawodawstwem austriackim musiał odbyć trzyletnią służbę w wojsku. Jako rekrut przeszedł okres „tyranii”, czyli znęcania się bezpośrednich przełożonych nad żołnierzem. W trzecim roku służby awansował na kaprala (Zügsfuhrera).

### Debiut poetycki
Po powrocie z wojska nastąpił okres największego rozkwitu talentu i twórczości pisarskiej Kucharczyka. Jego debiut poetycki nie jest dokładnie znany. Prawdopodobnie ok. 1900 r. ukazały się w Gwiazdce Cieszyńskiej jego pierwsze, drukowane utwory. Z kolei Franciszek Kuś podaje, że pierwszym poetyckim utworem drukowanym Kucharczyka był wiersz ku czci Marii Konopnickiej w jej dwudziestopięciolecie działalności pisarskiej, zamieszczony w piśmie Przodownicy (było to czasopismo dla kobiet wiejskich, wychodzące w Krakowie pod redakcją Marii Siedleckiej). Wiersz ten przedrukowano później w pierwszej jego książce.
Rozgłos uzyskał dzięki temu, że zainteresował się nim Lucjan Rydel – wybitny poeta Młodej Polski, który poznał przypadkowo twórczość Kucharczyka. W Krakowie słuchaczką wykładów Rydla była córka niejakiego pana Sroki, zarządcy majątku Wężyków w Paszkówce. Wykładowca ten spostrzegł kiedyś u niej zeszyt z wierszami Jantka z Bugaja i zainteresował się ich autorem.

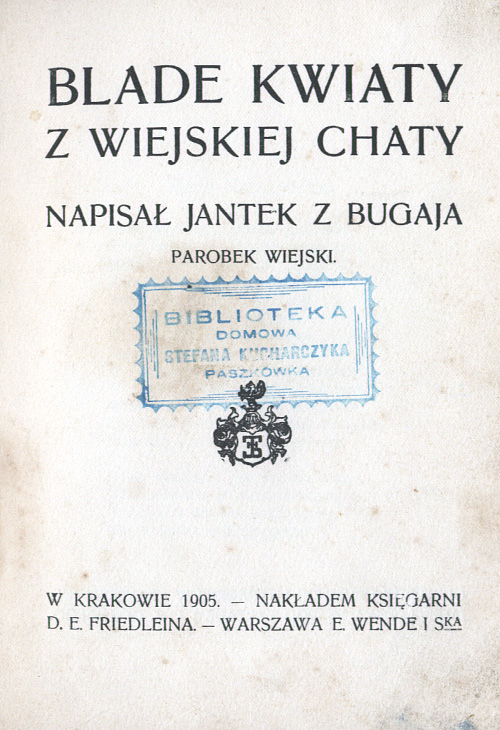
Blade kwiaty...

 Między Kucharczykiem a Rydlem zawiązała się długoletnia przyjaźń. To Rydel wprowadził go w galicyjskie środowisko kulturalne, uczył arkanów poetyki i utorował drogę do Krakowskiej Oficyny Wydawniczej Friedleina. Nakładem tego wydawnictwa ukazał się w 1905 r. pierwszy tomik poetycki Antoniego Kucharczyka Blade kwiaty z wiejskiej chaty w nakładzie, jak na owe czasy, dużym (4 tys. egz.). Ta pierwsza książka przyniosła mu duży rozgłos. Cały nakład został wykupiony i nastąpiły wznowienia. Kucharczyk zaś poświęci później swemu mistrzowi specjalny wiersz (Lucyanowi Rydlowi).
Kucharczyk przyjaźnił się i korespondował z wieloma współczesnymi pisarzami, m.in. z Marią Konopnicką, Włodzimierzem Tetmajerem, Władysławem Orkanem, Tadeuszem Micińskim. Na cześć Orkana napisał wiersz (Władysławowi Orkanowi).
Wojciech Skuza tak pisał o Jantku z Bugaja:
Po wydaniu pierwszych swoich utworów zdobył sobie sławę nie tylko w Polsce, ale i zagranicą. Wszedł w poczet poetów polskich – Rydla, Kasprowicza, Konopnickiej i Zegadłowicza. Ci docenili wartość jego poezji, z której tryska silna, niezgłębiona wiara w zmartwychwstanie Polski, w odrodzenie wsi polskiej i w przyszłość lepszego Jutra. Zasłuchany w śpiewy ptasząt, w szmery strumyka i ruch wsi – stara się to wszystko uchwycić uchem muzyka, stara się oddać każdy dźwięk, każdą myśl, i jaka się mu nasuwa, każde drgnienie wsi rodzinnej – i – podświadomie pchany intuicją (czuciem) twórcy, czasem z humorem i weselem – czasem tkliwie, składa rymy proste, w których zamyka duszę już nie swoją, ale całej wsi polskiej. Motywy tych wierszy proste, nie wyszukane, wzięte wprost ze swojej wsi, a sposób ich ujęcia i jest na wskroś chłopski.W. Skuza: Pieśń spod strzechy.

### Założenie rodziny
Wybranką Antoniego Kucharczyka na żonę była Magdalena Torbianka – córka bogatego kmiecia, będącego wójtem Paszkówki. Nazywał ją „Magdusią”, znał ją od dzieciństwa. Jak opowiadają ludzie w Paszkówce, grał już na jej chrzcinach i miał podobno powiedzieć wtedy, że zostanie jego żoną gdy dorośnie. Magdusię uwielbiał całe życie, poświęcając jej wiele lirycznych utworów poetyckich. Małżeństwu sprzeciwiali się jednak jej rodzice, którzy znaleźli dla niej innego kandydata na męża – bogatego rzeźnika i handlarza świniami z Krakowa, którego ona nie chciała. Po stronie Jantka działali niestrudzenie swaci, m.in. Lucjan Rydel. Rodzice Torbianki ulegli, dopiero gdy ta oświadczyła:
za żadnego masarza i handlarza nie pójdę, a jak mnie nie dadzą za Jantka, to się utopię.
Wesele odbyło się w 1905 r. Magdalena miała wtedy 17 lat, zaś Antoni 31. Na wesele do Paszkówki zjechali goście z Krakowa, z Bielska, a nawet ze Lwowa – stolicy Galicji, ponadto uczestniczyło w weselu wielu właścicieli okolicznych dworów. Wśród obecnych był również Józef Śliwa, który po latach opisał atmosferę tamtego wydarzenia:
Jesienią 1905 roku odbył się ślub Jantka z 17-letnią Magdusią Torbianką, najurodziwszą dziewczyną w okolicy. Nie brakło i mnie na weselu, które odbywało się blisko naszego domu. Poleciałem za matką, która była koleżanką szkolną Jantka. Między wieloma znakomitymi gośćmi był Lucjan Rydel z żoną, ubraną w śliczny strój krakowski. Oboje bawili się z ogółem weselnikami prowadzili rozmowy z chłopami. Sąsiadki zwróciły na mnie uwagę, że choć jestem mały, ale czytam już dobrze. Rydel dał mi jakiś wiersz do przeczytania. Egzamin wypadł pomyślnie i od Pani Rydlowej dostałem garść dobrych cukierków. Wieczorem na wesele przybył ks. Stojałowski. Ojciec mój mówił do matki, że przemawiał on bardzo pięknie i wszystkim obecnym rozdawał obrazki przedstawiające Polskę w kajdanach, z modlitwą za Ojczyznę.
Na swój ślub Jantek stworzył specjalny utwór sceniczny. Nosi on tytuł Wesele Magdusi, a rozpoczyna się powitaniem drużbów – na melodię Krakowiaczek jeden. Okoliczni ziemianie i księża pomagali Kucharczykowi w zakładaniu ogniska domowego. Na zagospodarowanie się ksiądz biskup Bilczewski ze Lwowa przysłał mu zasiłek pieniężny w kwocie 22 koron z dedykacją: Na szybkę w oknie, którą Jantek z Bugaja będzie poglądał za Magdusią. W reportażu zamieszczonym w „Ilustrowanym Kurierze Codziennym” z dnia 18 czerwca 1934 r. Ludwik Tomanek napisał m.in., że jedna z córek Kucharczyka została laureatką konkursu na najbardziej swojską piękność. Konkurs zorganizowała „Ilustracja Łódzka”. Zwyciężyła ona 1800 rywalek.

### Sukcesy literackie
W latach 1905–1914 Kucharczyk zdobył sławę i odnosił sukcesy literackie. Pisał nie tylko wierszem, ale także prozą – językiem literackim i gwarą; pisał utwory satyryczne i poważne. Opisywał sprawy, którymi żyła wtedy Polska i środowisko wiejskie, opiewał uroki ojczystego kraju, radości i smutki jego ludu, uczył miłości Boga, Ojczyzny i człowieka.
Ukazywały się jego książki – kolejno: Wiersze, piosnki z naszej wioski (w 1908), a w dwa lata później Wiejskich piosnek czar na grunwaldzki dar (z okazji 500-lecia bitwy pod Grunwaldem), następnie Pamiętnik Icka Bombelesa (1913) i Z łąk i pól (1914).
Włodzimierz Tetmajer w przedmowie do tej ostatniej pisał m.in.:
Jantek z Bugaja ma głowę pełną myśli, duszę pełną wrażeń zewnętrznego świata, serce pełne miłości ziemi, ludu, słońca, zbóż i wsi. Więc śpiewa dlatego, że śpiewać potrzebuje i musi, bo pieśń jest jego życiem, jego radością w szarej dobie życia. Cieszy go pieśń i dzieli się tą radością z braćmi, wołając: „Żebyście wy, Bracia moi, wiedzieli!... „ Cieszy go, bo wieś rodzinna mówi doń i mówią stare chaty i znojem żyźniony zagon roli. Cieszy go pieśń, bo: „Ma ci serce takie gorące, Żeby nim ogrzał piersi tysiące, Co dla Ojczyzny ostygły lodem”. Prawdę mówisz, Jantku z Bugaja! Masz ty i Bracia twoi serce gorące, a Bóg da, że ogrzejecie kiedyś te tysiące, „co dla Ojczyzny ostygły lodem” dzisiaj. Ogrzejecie i zbudzicie. Szczęść Ci więc Boże! Jantku z Bugaja! Choć na fujarze grywasz wierzbowej, pomnij i zawsze pamiętaj Bracie, że z tych wierzbowych Waszych fujarek, składa się chór ogromny, olbrzymi, jakiego Polska Jeszcze nie słyszała, chór przepotężny, który kiedyś, przy graniu armat, wśród znoju i potu polskiego ludu, wyśpiewa Polsce największą i najświętszą pieśń, pieśń zmartwychwstania.
Równocześnie publikował utwory w wielu czasopismach, kalendarzach i innych publikacjach zbiorowych. Redakcje gazet zabiegały o jego współpracę. Za poparciem Konopnickiej był od 1904 r. stałym korespondentem pism polonijnych w Ameryce (Dziennik Chicagoski, Naród Polski, Zgoda, Kurier Nowojorski). Popularne były jego gawędy i satyry ogłaszane w krakowskiej Roli pod pseudonimem Maciek Bzdura (1907–1910). Ksiądz S. Stojałowski powierzył mu redakcję humorystycznego dodatku Cepy (1908–1912). Obok utworów satyrycznych zamieszczał tam również inne, np. wiesz Gdybyś teraz o Jezu zstąpił na ziemię. (Później, kiedy ksiądz zmarł, Kucharczyk poświęcił mu specjalny wiersz Zapłacz, o ludu!). Z kolei Redakcja Prawdy w Krakowie poprosiła go o redagowanie humorystycznego Figlarza (1913–1919), gdzie zamieszczał gawędy podpisywane Bartek Mądrala oraz cieszące się dużą popularnością pojedyncze zdania, które pobudzały czytelników do refleksji nad życiem.
Współpracował z wieloma pismami ludowymi. W liście do przyjaciela Józefa Kapuścińskiego podał wykaz tytułów czasopism, do których pisał:
Zacząłem pisać w roku 1899 w Niedzieli i Gwiazdce Cieszyńskiej, później Wieńcu-Pszczółce przez lat 18. Byłem redaktorem Cepów lat 5 i lat 7 Figlarza w Krakowie. Pisałem i piszę we wszystkich pismach ludowych jak: Niedziela, Gwiazdka Cieszyńska, Wieniec-Pszczółka, Przodownica, Niewiasta, Jutrzenka, Przewodnik Katolicki, Figlarz, Diabeł, Cepy, Popiegier, Śmigus, Rola, Piast, Piast Wielkopolski, Gwiazda, Młoda Polska, Placówka Kresowa, Dziennik Cieszyński, Dzwon Niedzielny, Siew Wolności, Świat i Prawda, Podhalanka, Gazeta Niedzielna, Stańczyk, Przewodnik Kółek Rolniczych, Nasz Kraj, Słowo Polskie, Kurier Lwowski, Głos Narodu, Ilustrowany Kurier, w różnych kalendarzach Wojnara itp.
Pisarski zapał Antoniego Kucharczyka – jak opowiadają ludzie w Paszkówce – był tak duży, że przerywał robotę w polu, zostawiał konie zaprzęgnięte do pługa i szedł do domu pisać, bo przyszło mu natchnienie. Józef Śliwa stwierdził:
Odwiedzając go nieraz zaobserwowałem, że często odbiegał od roboty albo pogwarki ze znajomymi, aby zapisać na prędce jakąś dobrą myśl do swoich tematów pisarskich.
Sam poeta wyraził to w wierszu Muza z roku 1914.

### Okres międzywojenny

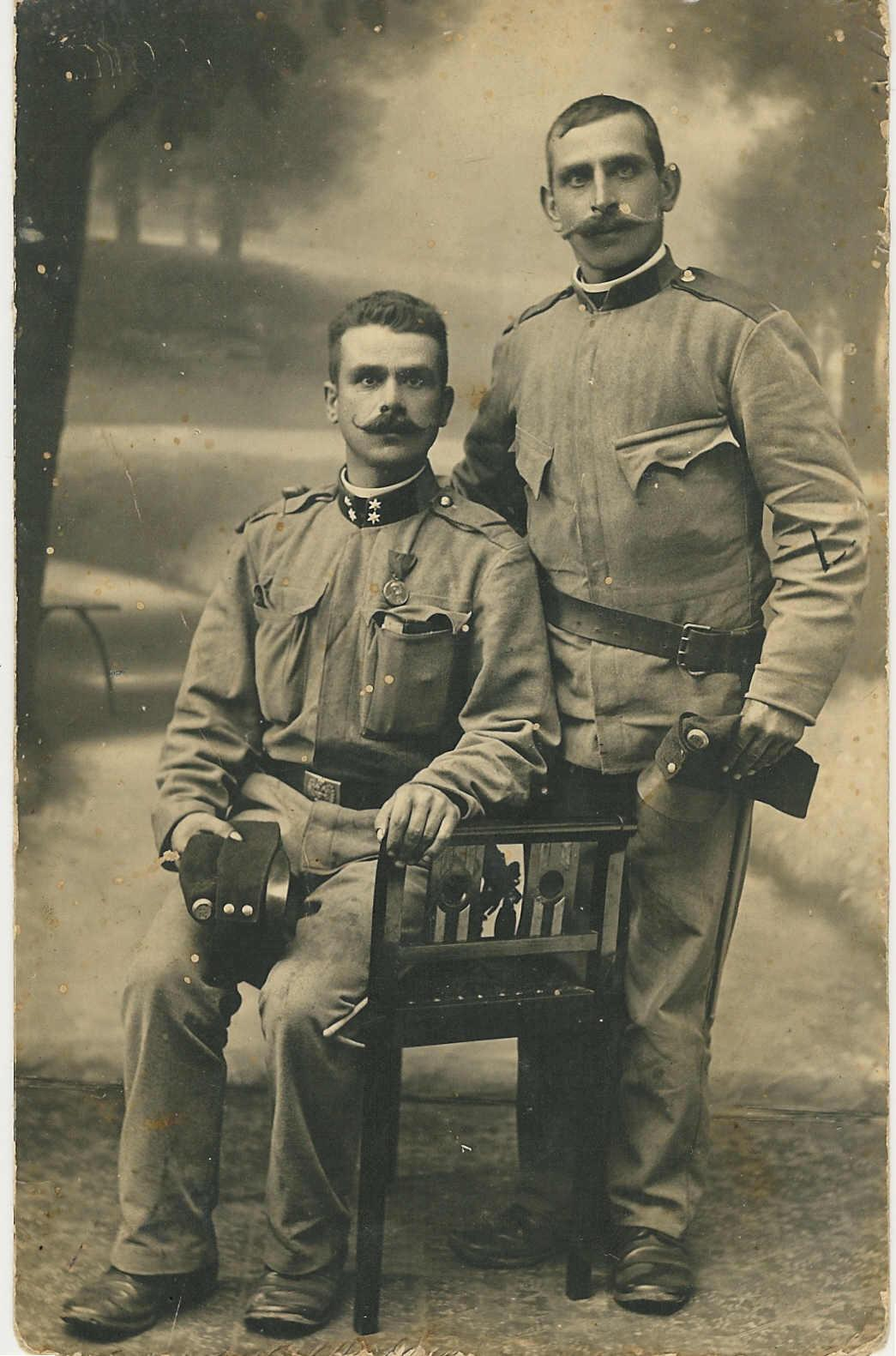
Antoni Kucharczyk z bratem Michałem, 1915.

W czasie I wojny światowej został zmobilizowany do wojska austriackiego i przez 3 lata walczył na frontach w Albanii i we Włoszech. Nie zaniechał jednak twórczości; wykorzystywał wypoczynki na postojach i pobyt w szpitalu na pisanie. Wydał nawet Śpiewnik Żołnierza Polskiego, wysyłał z frontu swoje utwory do gazet i czasopism.
Po powrocie do domu zastał zrujnowane gospodarstwo. Żona, która wcześniej zachorowała psychicznie, nie mogła nawet uwierzyć, że to on. Dzieci były zaniedbane, z dwanaściorga pozostało przy życiu sześcioro. Biblioteka uległa zniszczeniu. Przepadły też rękopisy i książki z dedykacjami wielu pisarzy. Zabrał się do pracy nad podźwignięciem domu. W tych trudnych warunkach pisać mógł tylko nocami. Z tego okresu pochodzi wiersz Skąpcy, zamieszczony w „Figlarzu” nr 9 z 1917 r. Zwierzał się swoim młodszym przyjaciołom:
Powróciwszy z wojny zastałem dom do szczytu okradziony, Magdusia zachorowała umysłowo. Nie wierzyła, że to ja... Oddałem ją do zakładu „wariatów”, a sam z dziećmi przechodziłem gehennę, kręgi dantejskiego piekła. Bóg dał, że Magda ozdrowiała po roku. Koszty leczenia były ogromne. Trzeba było sprzedać 2 morgi, by je spłacić. Błagałem J. Bojkę – senatora, by mi zniżkę u rządu wyrobił, ale ten odpowiedział, że skarb państwa pusty, to tego mi nie zrobi. Posłał mi na ironię kilkadziesiąt marek, za które kupiłem sobie na koszulę, bo leciała ze mnie jedna, jaką miałem. Dowiedziano się w Ameryce o mej biedzie i zaangażowano mnie do współpracy w Dzienniku Związkowym z płacą 130-150 zł miesięcznie. Pisałem tam lat 7, tom byt sobie poprawił i syna Stacha do matury zdania wykształcił. Znów padło nieszczęście, syn Tadeusz mający lat 18 zachorował umysłowo. Był to chłopak jak królewicz urodny, ale ten nie ozdrowiał, jest beznadziejny, doktorzy orzekli czarną melancholię. Taki już jest do dzisiaj, gorszy ze wszystkim jak ostatnie bydlę. Syn Stach po maturze w domu, po roku na Uniwersytecie Jagiellońskim, bo opłaty wygórowane. Córkę najstarszą Zosię wydałem za redaktora Zajączka do Warszawy. Redagował „Rozwój” antysemicki. Przeniósł się do Bielska. Organizuje robotników i wydaje pismo w duchu Nar. Demokracji. Z wydaniem Zosi chybiłem – bo ten redaktor nerwus i zaciekły zwolennik Nar. Demokracji. Prześliczna ta córka Zosia – że gdy byłem z nią w Krakowie, to wycieczka z Poznania, gdy ją zobaczyła w stroju wiejskim krakowskim, otoczyła nas w koło i nie mogła się jej napatrzeć. Trzy lata temu kupiła 1 morgę ziemi za 3100 zł. Pożyczyłem na to 2200 zł. Kryzys znowu się rozpoczął. Tak morduję się z tym długiem, by mnie nie wywłaszczono.
Jak można wywnioskować z powyższego listu, po roku chorowania żona wyzdrowiała. Amerykańskie dzienniki polonijne zaangażowały Kucharczyka do współpracy za stałą, miesięczną pensją. Pisał nadal do wielu pism krajowych, zamieszczał swoje utwory w kalendarzach.
Z początkiem lat 30. w miarę dobra sytuacja rodzinna i materialna znowu się pogorszyła. Krytycznie spojrzał wówczas na swą ludomańską przeszłość twierdząc, że była ona tylko złudzeniem. Nałożył się na to jego negatywny, zwłaszcza po zamachu majowym w 1926 r., stosunek do sanacji. W liście do przyjaciela pisał:
Po przewrocie majowym widząc, że się krzywda stała ludowi przez rozbicie największego stronnictwa „Piasta”, że się na prezesa tego stronnictwa rzuciły wszystkie nacje, że go Bojko zdradził i lud swoich braci rozbił, całą duszą i sercem jestem za stronnictwem ludowym „Piasta” z tą niezachwianą pewnością, że przez to stronnictwo lud polski się złączy, a przez lud Polska. Ś.p. Ks. Stojałowskiemu, co pierwszy lud obudził w Małopolsce, byłem przez 18 lat jako ten skowronek śpiewający temu oraczowi przy orce odwiecznych ugorów niedoli i niewoli chłopów.
Za śmiałą krytykę aktualnych władz utracił stały zarobek w amerykańskich gazetach. Na żądanie konsula Rzeczypospolitej odsunięto go od współpracy. Powody odsunięcia tłumaczono jego krytyką władz; on sam dodawał, że przyczyna tej decyzji leżała gdzie indziej, a mianowicie w jego szczerym i prawdziwym opisie wyborów do Sejmu.
W obliczu pogarszającej się sytuacji nabył dwie morgi gruntu, na co zaciągnął pożyczkę w banku. W następstwie kryzysu ekonomicznego w Polsce, ceny ziemi i płodów rolnych gwałtownie spadły. Z tego wynikły ogromne trudności ze spłatą długu. Do tego doszła jeszcze nieuleczalna choroba syna Tadeusza. Syn Stanisław musiał przerwać studia prawnicze, dokuczała im bieda. Mimo tych kłopotów poeta nie przestawał pisać i nadal uczestniczył w życiu publicznym. Wraz z Antonim Olchą oraz innymi pisarzami ludowymi powołali Związek Literatów Ludowych, którego organem był miesięcznik Wieś – Jej Pieśń. Kucharczyk był przez jakiś czas, na prośbę Olchy, redaktorem naczelnym tego pisma. Podejmował też m.in. walkę o prawa pisarza ludowego. W 1930 r. przygotowywano mu jubileusz. Miało wyjść wydanie zbiorowe jego utworów. Nadzieje pisarza przekreślił jednak kryzys gospodarczy.
Opublikował wtedy jeszcze: Bombę śmiechu (1923) i W żydowskiej niewoli (1924). Od grudnia 1933 r. do końca 1934 redagował miesięcznik Wieś – jej Pieśń. Pisał też do Rozwoju, Piasta, Nurtów i innych czasopism. Nie był to już okres wzlotu, ale gaśnięcia. Ostatni raz publicznie wystąpił otwierając w czerwcu 1934 r. w Krakowie Pierwszy Zjazd Chłopów Literatów. Obchodził wówczas okrągłe rocznice: 60. urodzin i 40. pracy literackiej. Ilustrowany Kurier Codzienny zamieścił z tej okazji obszerny reportaż w swym dodatku literacko-naukowym do numeru 167 z dnia 18 czerwca 1934 r. Jantek z Bugaja ma 60 lat.
Wiele jego utworów zaginęło. Los ten spotkał m.in. takie jego prace, jak: Erotyczne życie wsi i sztuczkę sceniczną Wesele Magdusi, a także drugi jego utwór sceniczny Dwie czarownice. Spotykał się jeszcze i prowadził ożywioną korespondencję z wieloma działaczami ludowymi i pisarzami, m.in.: Stanisławem Pigoniem i Janem Wiktorem.
Był przeciwnikiem idei socjalistycznych. W liście do Katarzyny i Donata Lesiowskich pisał na ten temat:
W rewolucję – Czuchnowskiego – nie wierzę (...) W socjalizm jego mów też nie wierzę – bo cóż zrobił w Polsce najsprytniejszy socjalista, gdy się dorwał do władzy?... Idący na śmierć z nędzy, biedy, pozdrawiać go muszą, pomnikom się jego kłamać i takowe mu fundować... Ci, co robotnika niby bronili, żyli luksusowym życiem za grosz z niego wyciskany. Gdy w Bielsku zarzucił te przymioty socjaliście Pająkowi, że ma ośmiopokojowe mieszkanie, na wielkopańskiej stopie żyje, odpowiedział mi, że on się stara, by każdemu towarzyszowi było tak dobrze, jak jemu... Nie wiedział, co powiedzieć, gdym powiedział mu na to, że w takim razie każdy towarzysz musiałby mieć 30000 towarzyszy, co by na niego ze swojej pracy haracz płacili!... A czy to można? Oświaty, tylko oświaty, świadomości swojej godności, praw i siły potrzeba dzisiaj, a jutro Polska Ludowa będzie! Nie ze skrwawionym sztandarem, nie z piłą Szeli, ale – z pracą, sprawiedliwością – z ideą największego myśliciela ludzkości: „Kochaj bliźniego jak siebie samego”.
Krytykował ostro ówczesną politykę sanacyjną. Widać to np. w wierszu Gdy na krańce widnokręgu. W liście do Macieja Czumy, którego fragmenty adresat opublikował na łamach Miesięcznika Ludowego, pisał:
Nad tą elitarną, spryciarską polityką nie dla oOjczyzny, lecz dla siebie, sanacyjnego rządu, raz się uśmiecham lub zaboleję, czasem się nawet rozweselę. Niestety pod pióro nie mogę wziąć tych uczuć, czy odczuć, bo cenzura czyha. Zabawne jest, jak ten, silny, niby coraz mocniejszy rząd nasz zwycięzca Czechów i zdobywca Zaolzia, udaje słabego wobec Niemców w Gdańsku, wobec ciemiężenia duszonej polskiej mniejszości w niemieckim reichu. Ja starszy od Ciebie o 15 lat i może nie dożyję, ale Ty może dożyjesz i zobaczysz, że Niemcy dostaną w swoją rasową skórę ładne cięgi, że ten Mein Kampf Hitlera będą jako herezje na stosach palić, a Hitlera na „Waffendekla” zdegradują. Że do tego przyjdzie, to więcej jak pewne, byle tylko Polska przy tej z Niemcami rozprawie nic nie straciła, ale zyskała!
Był bardzo ceniony przez hierarchów kościelnych. Utrzymywał kontakty z wieloma wybitnymi księżmi, m.in. z księdzem Stanisławem Stojałowskim, który był na jego weselu, a któremu redagował pisemko satyryczne „Cepy”, z księdzem prałatem Józefem Londżinem, senatorem RP i burmistrzem miasta Cieszyna, redaktorem „Gwiazdki Cieszyńskiej”, z którą współpracował około 30 lat.
Kiedy kardynał Józef Bilczewski ze Lwowa (dziś święty) dowiedział się, że Jantek buduje dom, to posłał mu listem błyskawicznym 20 reńskich na szybkę, aby Jantek „mógł na swoją Magdusię poglądać” wraz z błogosławieństwem. Gdy biskup (wcześniej rektor seminarium duchownego) doktor Stanisław Rospond wizytował parafię Pobiedr, posłał umyślnie kościelnego po Jantka, ażeby go odszukał w tłumie zgromadzonym przy kościele bo chciał się z nim zapoznać. Jantek z Bugaja tak to wspomina: „Serdecznie się za mną ugadał, pochwalił mnie za moje napisane książki, a na pożegnanie zrobił mi krzyżyk dużym palcem na piersiach po lewej stronie, gdzie mam serce; zawsze ten krzyżyk na mych piersiach czuję. Lepszy on jest i droższy jak złoty, bo taki czasem i łotry dostają”.
W 1939 roku, 7 i 8 maja, wizytował parafię i udzielał bierzmowania książę kardynał Adam Sapieha, podczas której chciał się rozmówić z Jantkiem z Bugaja. Powiedział o nim, że jest chlubą tej parafii. Później Jantek napisał wiersz na jego cześć.
Zmarł w Paszkówce 11 marca 1944 r., po dłuższej chorobie, w 70. roku życia, nie doczekawszy wyzwolenia kraju. Pogrzeb miał skromny, w warunkach okupacyjnych na cmentarz dotarli tylko nieliczni z jego przyjaciół. W tłumie ludności miejscowej obecnej na pogrzebie ukryło się kierownictwo Batalionów Chłopskich obwodu wadowickiego. Ostatni wiersz (Chodząc naszym cmentarzykiem) poświęcił miejscu swego pochówku. Upatrzył sobie brzozę, która miała pełnić straż nad jego grobem na cmentarzu.

### Spuścizna
Jak podaje dr Donat Niewiadomski, w epoce Młodej Polski literaci chłopscy zyskali uznanie w ówczesnym środowisku kulturalnym i literackim, np. Jakub Bojko – Tarnowskie, Jantek z Bugaja (czyli Antoni Kucharczyk) – Krakowskie, Ferdynand Kuraś – Tarnobrzeskie, Jan Słomka – Tarnobrzeskie. Pomagali im m.in. Tadeusz Boy-Żeleński, Jan Kasprowicz, Władysław Orkan, Lucjan Rydel, Włodzimierz Tetmajer i sam Stefan Żeromski.
Literaci i zarazem przyjaciele Kucharczyka podkreślają, że zawsze miał on poczucie humoru. Na przykład Maciej Czuma w Miesięczniku Ludowym nr 6-7 zamieścił artykuł Jantek z Bugaja jako humorysta, gdzie napisał m.in.:
Humor towarzyszył Jantkowi od najwcześniejszych lat jego życia, poprzez chłopięce lata, wędrówki za chlebem, służbę wojskową, działalność literacką, aż do późnego wieku. Humor i satyra były jego żywiołem, w nich się nurzał i lubował... Humor jego był jednak zawsze przedni, trochę rubaszny, miejscami dokuczliwy i wyszydzający, ale nigdy zjadliwy, dobijający ofiarę. Był przede wszystkim z najskrytszych pragnień jego duszy zrodzony, a zatem dobrotliwy, uczciwie pomyślany, oczyszczający atmosferę podłości, nieuczciwości i złej woli jednostek. Był zatem humor Jantka pożądanym, potrzebnym, bo wiadomo przecież, co też Jantek wstawił jako motto swoich „Cepów”, że „wyśmiewaniem czyści się złe obyczaje”.
Jego wiersze humorystyczne i satyryczne ośmieszały różne typy „bab” albo bogaczy wiejskich, skąpców, hipokrytów lejących łzy na kazaniu, ale zatwardziałych w sercu i bezlitosnych. Pisarze i przyjaciele namawiali go do napisania pamiętników, ale on się na to nie zgodził. Bardziej bowiem zależało mu na działaniu niż na wyrażaniu siebie i stanów swej duszy. Był działaczem pióra, a jego twórczość wynikała z konkretnej sytuacji.
Po śmierci pisarza ukazał się jeszcze Wybór utworów opracowany przez Antoniego Olchę (1954). Resztki rękopisów znajdują się u wnuka Romana, absolwenta Wydziału Prawa i Wydziału Filozoficzno-Historycznego Uniwersytetu Jagiellońskiego, zamieszkałego obecnie w Marcyporębie.
Miał liczną rodzinę, żonę i sześcioro dzieci, które przeżyły: Stefana, Zofię, Stanisława (b. oficera), Edwarda (laboranta Wyższej Szkoły Rolniczej w Krakowie), Janinę (na gospodarstwie z matką) i najmłodszą Marię Woźniakową.
Spuściznę poety propagują miejscowi nauczyciele. Z ich inicjatywy krakowskie Kuratorium nadało 20 czerwca 1969 r. Szkole Podstawowej w Paszkówce imię Antoniego Kucharczyka. Z kolei były dyrektor tej szkoły, Wiesław Kubaszewski, napisał Wspomnienie o Jantku z Bugaja w 50. rocznicę jego śmierci; ukazało się ono w tygodniku Wieści (nr 1968 z dnia 12 kwietnia 1994). Muzykę do jego licznych wierszy napisał ostatnio wnuk Roman.

### Podsumowanie
Niezwykle ciężkie było życie samorodnego poety chłopskiego spod Wadowic. Przypadło ono na jakże trudne czasy niewoli i dwóch wojen światowych. Jantek z Bugaja wzrastał w warunkach niewoli, m.in. służąc w wojsku austriackim. Ale już od najmłodszych lat przejawiał żywe zainteresowanie polską kulturą. Widział w niej szansę na awans klasy chłopskiej, z której się wywodził. Pilnie słuchał wskazówek poety Lucjana Rydla. Pod wpływem krakowskiego środowiska i na okoliczność swego ślubu napisał utwór sceniczny pt. Wesele Magdusi. Potem stworzył cały szereg wierszy. Przedstawiał w nich aktualne problemy wsi, losy polskich emigrantów, związki chłopów z innymi warstwami społecznymi. W ciągu dziesięciolecia 1905-1914 stał się pierwszoplanową postacią na scenie poetów chłopskich, pisząc do licznych czasopism nie tylko na terenie kraju, ale i wśród Polonii amerykańskiej. Nade wszystko zaś był patriotą i wierzył w odrodzenie niepodległej Polski. W czasie wojny musiał służyć w wojsku wroga. Po powrocie zastał dom w ruinie: żonę chorą psychicznie i opuszczone dzieci (z dwanaściorga jeszcze sześcioro przy życiu). Pracował bardzo ciężko, aby zmodernizować zniszczony dom. Co prawda, niepodległość stała się faktem, ale wiele rzeczy nie podobało mu się. Zaczął więc w początkach lat 30. jawnie krytykować rządy sanacyjne. Spotkały go za to represje w postaci blokowania druku książek, które napisał. Kilka z nich zaginęło w wydawnictwach. Podejmował mimo tych niepowodzeń walkę o prawa pisarza ludowego. Współtworzył czasopismo literackie i doprowadził do powstania Związku Literatów Ludowych, stając na jego czele. W 1934 r., podczas otwarcia zjazdu tych pisarzy, wystąpił jednak już po raz ostatni publicznie. Potem jeszcze prowadził ożywioną korespondencję z ludowymi pisarzami. Tworzył nadal, wyrażając pełne zatroskanie o losy młodych, emigrujących za chlebem. Żył skromnie na wsi, aż nadeszła kolejna wojna. Pod jej koniec zmarł w wieku 70 lat, wolności już nie doczekawszy.

## Publikacje

### Książki
1. Blade kwiaty z wiejskiej chaty [Podp.: Jantek z Bugaja, parobek wiejski]. Kr. 1905.
2. Wiersze, piosnki z naszej wioski. [Podp.: Jantek z Bugaja]. Lw. 1908 Bibl. Macierzy Pol. nr 42.
3. Wiejskich piosnek czar na grunwaldzki dar [Podp.: Antek z Bugaja]. Kr. 1910.
4. Pamiętnik Icka Bombelesa, obiwatela miasta Krzianowa Figlarz 1913 nr 8–24.
5. Z łąk i pól. Poezje [Podp.: Jantek z Bugaja]. Przedmowa: W. Tetmajer Kr. 1914.
6. Śpiewniczek polskiego żołnierza [Podp.: Jantek z Bugaja]. Kr. 1916.
7. Pocięgiel [Podp.: Antek z Bugaja]. [B. m. ok. 1917].
8. Wesele Magdusi [Sztuka regionalna]. Powst. 1934. Wyst. teatr w Wadowicach.
9. Erotyczne życie wsi Powstała ok. 1935. Praca zniszczona podczas wojny.
10. Wybór utworów [Podp.: Jantek z Bugaja]. W-wa 1954. Bibl. Dawnych Pisarzy Chłopskich.

### Teksty w czasopismach
Wiersze, artykuły, opowiadania i utwory satyryczne A. Kucharczyka umieszczane były w następujących czasopismach i wydawnictwach zbiorowych:
- Boruta [1906, 1907],
- Cepy [dod. do Wieńca-Pszczółki; 1908–1912],
- Chłopi poeci. (Wybór wierszy). Łódź 1945,
- Chłopski Sztandar [Chocznia, 1931–1932],
- Chłopski Zew [1945],
- Dzień. Chicagoski [1905, 1907, 1911),
- Dzień. Cieszyński [1907],
- Dzień. Lud. [1946],
- Dzien. Wil. [1906,. 1930],
- Dzwon Niedzielny [1925, 1929, 1934–1937, 1939],
- Figlarz [1911, 1913, 1916, 1917, 1919],
- Gaz. Niedzielna [Lw. 1919],
- Gaz. Podhalańska [1916–1919, 1925],
- Głos Narodu [Jersey City; 1923],
- Głos Narodu [Kr.; 1909, 1928],
- Głos Ziemi Żywieckiej [1928],
- Gospodarz [1909],
- Gospodarz. Kalendarz [Kr.; 1911],
- Gromada (W-wa),
- Gwiazdka Cieszyńska [1907–1913, 1915–1919, 1921–1938],
- Ilustr. Kalendarz „Roli” [Kr.; 1911],
- Ilustr. Kur. Codz. [1916, 1921, 1939],
- Jednodniówka ku czci [...] J. Bójki i A. Średniawskiego. Kr. 1924,
- Kalendarz brata Alberta [Kr.; 1939],
- Kalendarz „Dzien. Bydgoskiego” [1925],
- Kalendarz „Gaz. Niedzielnej” [Kr.; 1910],
- Kalendarz Gospodarski [Częstochowa; 1936],
- Kalendarz Królowej Korony Polskiej [Miejsce Piastowe; 1930],
- Kalendarz „Niewiasty” [Biała; 1906],
- Kalendarz „Ojczyzny” [Kr.; 1909],
- Kalendarz „Piasta” [Kr.; 1917],
- Kalendarz „Tarnowianin” [Tarnów; 1909],
- Kalendarz „Wieńca-Pszczółki” [Biała; 1906],
- Kobieta Polska [1919],
- Lirnik [1924], Lud. Po/. [Tarnów; 1924],
- Lud. Pol. [Kr.; 1928],
- Mazur [Szczytno; 1906],
- Młoda Polska [1921–1925],
- Młody Narodowiec [Bielsko-Biała; 1929, 1931],
- Młody Pola [Kat.; 1927],
- Młodzież Pol. [1922],
- Naród Pol. [Chicago; 1905, 1906, 1910],
- Nasz Kraj [1906, 1907, 1910],
- Niedziela [1901],
- Niewiasta [dod. do Wieńca-Pszczółki; 1908–1912],
- Nowiny Spisko-Orawskie [1919],
- Nurty [1938],
- Obrona ludu [Kr.; 1906],
- Ognisko [Paryż; 1931],
- Ojczyzna [1909, 1910, 1919],
- Orzeł Biały [Lubl.; 1926],
- Piast [1914–1917, 1924–1935, 1938],
- Piast [1946, 1947],
- Placówka Kresowa [1926–1928, 1932],
- Polak. Kalendarz [Kr.; 1909, 1911],
- Pol. Kalendarz Mariański [Kr.; 1910],
- Poradnik Teatrów i Chórów Włościańskich. [Lw.; 1909, 1914],
- Postęp [Kr.; 1907],
- Potępieńcy. Sąd wieków nad Niemcami. Antologia, Łódź 1947,
- Praca [Kr.; 1912, 1913],
- Praca [Póz.; 1919],
- Praca Świetlicowa [1954, 1956],
- Prawda [Kr.; 1908, 1910, 1919],
- Promień [1928, 1929],
- Przewodnik Kółek Rolniczych,
- Przodownica [1902–1907],
- Przyjaciel Ludu [Wil.; 1906],.
- Rola [1907–1913, 1934, 1936, 1938],
- Rozwój [1924–1926],
- Satyr Częstochowski [1922],
- Scena Oświatowa [1937],
- Słowo Pol. [1906, 1907],
- Słowo Zamojskie [1930],
- Sprawa Lud. [1926],
- Stańczyk [1923],
- Stojałowczyk [1927],
- Śmigus, Tarnowianin [1909],
- Tydzień [1905],
- Tyg. Nar. Ilustr. [1910],
- Twórczość Młodej Polski [1924],
- W obronie prawdy [Kr.; 1911],
- Wieniec-Pszczółka [1901–1904, 1910–1912, 1919, 1921–1928],
- Wieś [1945, 1947, 1951],
- Wieś, jej pieśń [1933, 1934],
- Wola Ludu [1924–1926],
- Wybór pisarzy Ludowych. Cz. 2: Poeci i gawędziarze. Oprac. S. Pigoń. Wr. 1943,
- Wyzwolenie [1931],
- Zagroda Wzorowa [1928],
- Zaranie [1908, 1909],
- Zgoda [Chicago; 1904, 1907, wyd. dla kobiet],
- Zielony Sztandar [1934],
- Zielony Sztandar [1949],
- Ziemia Lubel. [1906],
- Znaki Czasu [1948].